# Bockwindmühle Wettmar

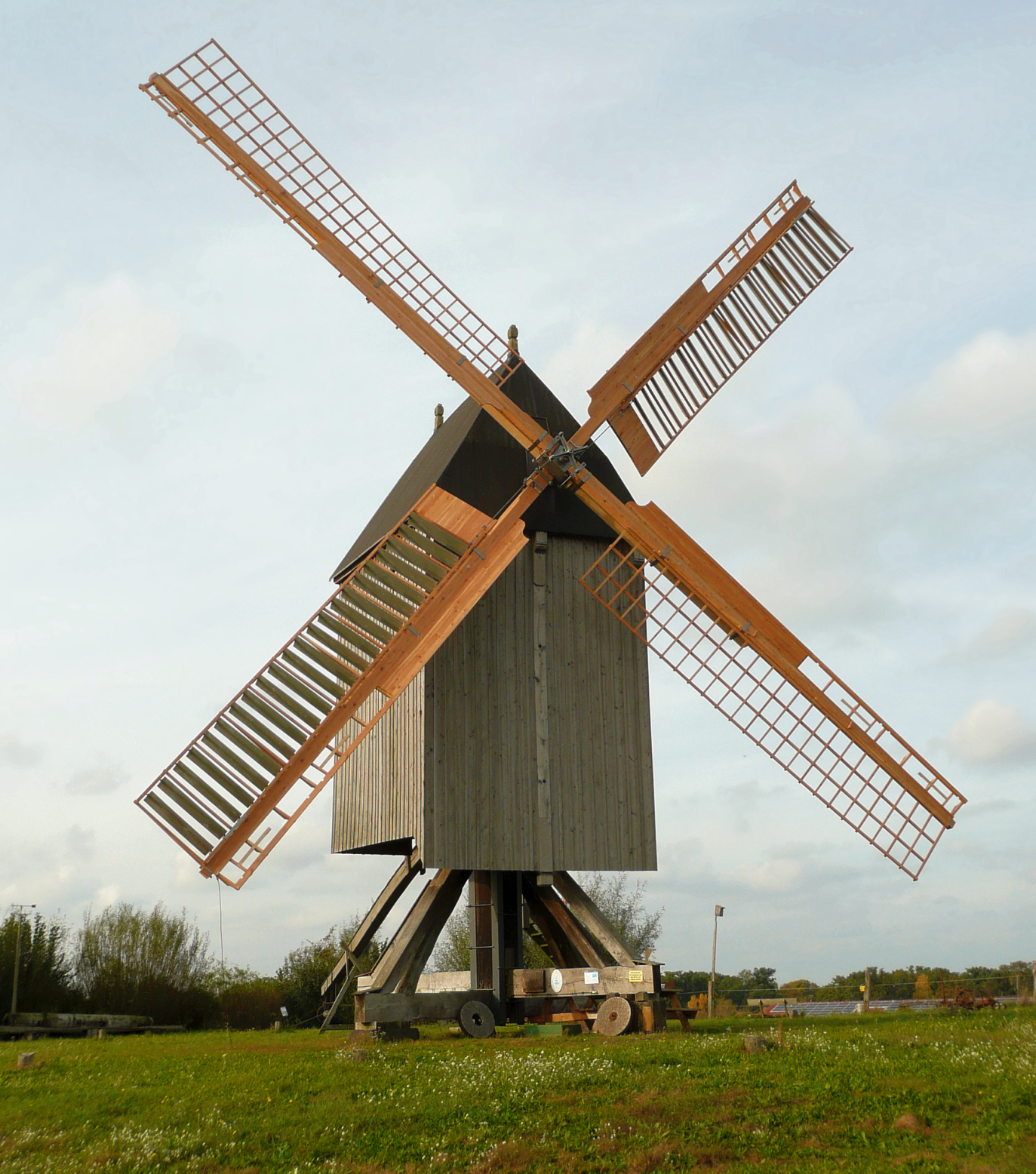
Bockwindmühle Wettmar, 2023

Die Bockwindmühle Wettmar ist eine Windmühle in Wettmar in der Region Hannover in Niedersachsen. Die Bockwindmühle wurde 1798 errichtet und war bis 1943 in Betrieb. Das denkmalgeschützte Bauwerk liegt an der Niedersächsischen Mühlenstraße.

## Beschreibung
Die Bockwindmühle steht auf einem Bock mit Doppelstreben. Zuletzt hatte sie zwei Mahlgänge sowie zwei Segelflügel und zwei Jalousieflügel. Die Flügel wurden 2023 erneuert.
Die Mühle steht auf den aus Moränen gebildeten Anhöhen um Wettmar mit etwa 65 m ü. NHN, die zu den günstigsten und ältesten Mühlenstandorten im Amt Burgwedel gehörten. Bockwindmühlen wurden dort ab dem 16. Jahrhundert heimisch und waren die häufigste Mühlenart.

## Geschichte

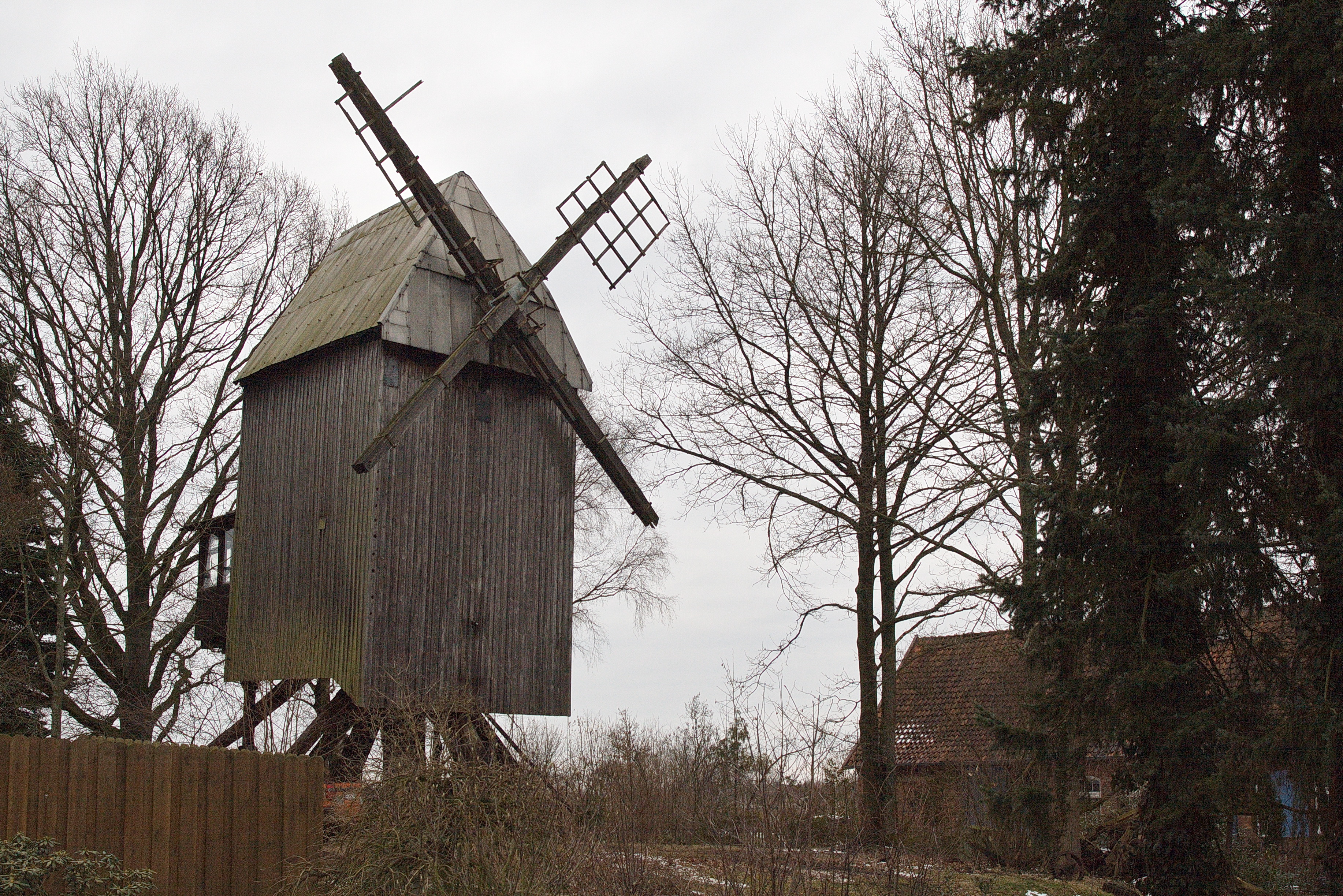
Die Mühle am ursprünglichen Standort vor der Translozierung, 2010

1585 wird erstmals eine Windmühle auf dem Nordberg bei Wettmar erwähnt. 1798 entstand dort ein Nachfolgebau. Dendrochronologische Untersuchungen am Hausbaum aus Eiche ergaben, das er 1584 gefällt wurde. Um 1900 wurde die Mühle mit einem Hilfsmotor ausgestattet. 1905 entstand neben der Mühle das Wohnhaus des Müllers. Die Mühle wurde bis 1940 gewerblich genutzt und bis 1943 wurde für den Eigenbedarf geschrotet. 1947 gestaltete der Besitzer sie zu einer Jagdhütte um. 1968 erwarb sie ein Bäcker, der sie renovieren ließ, mit neuen Flügel ausstattete und als Wochenendhaus nutzte. 2007 erwarb eine Familie aus Wettmar die Mühle und schenkte sie dem örtlichen Heimatverein. Da sie an ihrem Standort wegen der umgebenden Bebauung nicht mehr betrieben werden konnte, wurde sie 2011 rund einen Kilometer weiter nach Süden in freies Gelände transloziert. Mechanik und Gerätschaften wurden teilweise aus anderen stillgelegten Mühlen verwendet. 2011 fand mit rekonstruierter Technik die Einweihung statt. Seither wird mit der voll funktionsfähigen Mühle mit zwei Mahlgängen und Siebvorrichtungen wieder Getreide gemahlen. An Mühlentagen produziert sie Mehl. Sie wird als Vorführbetrieb und als Standort für Müllerkurse genutzt. Besichtigungen sind möglich. Veranstaltungen finden regelmäßig am Tag des offenen Denkmals und am Deutschen Mühlentag statt.